# ميكايل أكرفيلدت
لارس ميكايل أكرفيلدت، (بالإنجليزية: Lars Mikael Åkerfeldt)، سويدي الأصل ولد 17 إبريل 1974 مغني، عازف جيتار، وكاتب في فرقة المعدن المتقدم بروجريسف ميتال التي حقق فيها شهرته أوبث.
عمل لدى العديد من الفرق الأخرى بدءاً ب Eruption التي أنشأها عام 1988، واستمرت حتى عام 1990. بالإضافة إلى فرقة Sörskogen. والفرقة الشهيرة Bloodbath التي أعلنت في شهر إبريل من العام الجاري 2012 انفصاله رسمياً عنها بداعي الانشغال. .
فرقة Katatonia، كما عمل كعازف جيتار في فرقة Steel. وهو الآن جزء من التعاون Storm Corrosion مع المغني Steven Wilson من فرقة Porcupine Tree.
اشتهر ميكايل بكتاباته المتأثرة بفن الروك المتقدم، وقدرته على الغناء بكلا الصوتين الهدر growling والصافي Clean.
حصل على المركز التاسع في كتاب The 100 Greatest Metal Guitarists بالإضافة إلى المركز الثاني والأربعين بجانب "بيتر لندغرن"، في لائحة أعظم مئة عازف معدن ثقيل، حسبما ورد في مجلة Guitar World.

## روابط خارجية
- ميكايل أكرفيلدت على موقع IMDb (الإنجليزية)
- ميكايل أكرفيلدت على موقع ميوزك برينز (الإنجليزية)
- ميكايل أكرفيلدت على موقع أول ميوزيك (الإنجليزية)
- ميكايل أكرفيلدت على موقع ديسكوغز (الإنجليزية)
- ميكايل أكرفيلدت على موقع قاعدة بيانات الفيلم (الإنجليزية)